# Agrilus ferrisi
Agrilus ferrisi es una especie de insecto del género Agrilus, familia Buprestidae, orden Coleoptera. Fue descrita científicamente por Dury, 1908.
Se encuentra en el este de Estados Unidos. Los élitros son característicos. Las larvas se encuentran en Acer saccharum(?), Celtis spp..